# Hannibal Buress
Hannibal Amir Buress (/ˈbʌrɪs/; sinh ngày 4/2/1983) là nam diễn viên, nhà sản xuất phim người Mỹ.

## Thời thơ ấu
Buress sinh ra tại Chicago, Illinois. Anh là con trai của Margaret và John Burress.